# Denghoog
Denghoog er en jættestue på vadehavsøen Sild i Sydslesvig. Højen er fra cirka 3.200 før Kristus. Hele højen er over 3 meter høj. Den er bygget af sand. Højens gravkammer er knap 6 meter langt, 3 meter bredt og op til 2,0 meter højt. Væggene dannes af 12 store stenblokke. På en hjørnesten ved indgangen findes skurestriber fra istiden.
I gravkammeret er der fundet flere potter, flintøkser, flintknive, mejsler og en del ravperler. Jættestuer brugtes både som gravsted og som offerplads.
Begrebet Denghoog er nordfrisisk og betyder tinghøj. Højen ligger umiddelbart nord for Friserkapellet i Venningsted på det nordlige Sild.